# Clothiers Creek
Clothiers Creek är en del av en befolkad plats i Australien. Den ligger i kommunen Tweed och delstaten New South Wales, i den sydöstra delen av landet, omkring 650 kilometer norr om delstatshuvudstaden Sydney. Antalet invånare är 515.
Närmaste större samhälle är Tweed Heads, omkring 18 kilometer norr om Clothiers Creek. 
I omgivningarna runt Clothiers Creek växer i huvudsak städsegrön lövskog. Genomsnittlig årsnederbörd är 1 876 millimeter. Den regnigaste månaden är januari, med i genomsnitt 327 mm nederbörd, och den torraste är oktober, med 40 mm nederbörd.